# Institut Français d'Archéologie Orientale
L'Institut français d'archéologie orientale (IFAO), noto anche come Istituto francese d'archeologia orientale del Cairo, è un istituto di ricerca francese con sede al Cairo, in Egitto, dedicato allo studio dell'archeologia, della storia e delle lingue della civiltà egizia.
L'IFAO è sotto l'autorità del Ministero francese dell'Istruzione nazionale, dell'istruzione avanzata e della ricerca.
L'Istituto conduce degli scavi archeologici e pubblica una serie di libri e riviste.

## Storia
L'IFAO è stato fondato il 28 dicembre 1880 dal ministro francese della Pubblica Istruzione e delle Belle Arti Jules Ferry, che ha creato una missione permanente al Cairo sotto il nome di Scuola Francese del Cairo (École française du Caire) come controparte della Scuola francese di Atene (Ecole française d'Athènes) e Scuola Francese di Roma (Ecole française de Rome).
L'Istituto ha adottato il nome attuale di Institut Français d'Archéologie Orientale nel 1898.

## Amministrazione

### Direttori
- 1880-1881: Gaston Maspero
- 1881–1883: Eugène Lefébure
- 1883-1886: Eugène Grébaut
- 1886–1898: Urbano Bouriant
- 1898-1912: Émile Chassinat
- 1912: Louis Duchesne
- 1912–1914: Pierre Lacau
- 1914-1928: Georges Foucart
- 1928-1940: Pierre Jouguet
- 1940-1953: Charles Kuentz
- 1953-1959: Jean Sainte-Fare Garnot
- 1959-1969: François Daumas
- 1969-1976: Serge Sauneron
- 1977-1981: Jean Vercoutter
- 1981-1989: Paule Posener-Kriéger
- 1989–1999: Nicolas Grimal
- 1999-2005: Bernard Mathieu
- 2005–2010: Laure Pantalacci
- 2010-2015: Béatrix Midant-Reynes
- 2015-2019: Laurent Bavay
- 2019-: Laurent Coulon

## Pubblicazioni
L'Istituto ha una biblioteca che contiene più di 80.000 volumi e pubblica anche una varietà di libri e riviste. I membri scientifici dell'IFAO appartengono a due sezioni: la prima studia l'antico Egitto e le materie papirologiche, mentre la seconda studia i periodi copto e islamico.
Le collane e le serie dell'IFAO includono:
- Annales islamologiques (AnIsl)
- Bibliothèque d'étude (BiEtud)
- Bulletin critique des Annales islamologiques (BCAI)
- Bulletin de la céramique égyptienne (BCE)
- Bulletin de l'Institut français d'archéologie orientale (BIFAO)
- Cahiers des Annales islamologiques (CAI)
- Cahiers de la céramique égyptienne (CCE)
- Documents de fouilles de l'Institut français d'archéologie orientale (DFIFAO)
- Études alexandrines (EtudAlex)
- Études urbaines (EtudUrb)
- Fouilles de l'Institut français d'archéologie orientale (FIFAO)
- Mémoires publiés par les membres de l'Institut français d'archéologie orientale (MIFAO)
- Mémoires publiés par les membres de la Mission archéologique française du Caire (MMAF)
- Paleographie hiéroglyphique (PalHiero)
- Publications du Service des antiquités de l'Égypte et de l'Ifao (PIFAO)
- Recherches d'archéologie, de philologie et d'histoire (RAPH)
- Répertoire chronologique d'épigraphie arabe (RCEA)
- Textes arabes et études islamiques (TAEI)
- Temples
- Textes et traductions d’auteurs orientaux (TTAO)
- Voyageurs occidentaux en Égypte (Voyageurs)